# 葉雲礽
葉雲礽（1553年—？），字奕甫，號䛧山、继山，浙江紹興府會稽縣軍籍處州府雲和縣人，明朝政治人物。

## 生平
參加萬曆四年（1576年）丙子科浙江鄉試考中第四十二名，萬曆八年（1580年）參加庚辰科會試考中第二百四十五名，殿试二甲第二十六名進士。刑部觀政，次年授工部主事，丁憂归乡。十六年复除本部，本年升郎中，二十年出任四川副使，本年八月升山東右參政。二十一年京察调用南京，二十三年降为南京刑部员外郎，二十四年升郎中，二十七年升饶州知府，三十一年升江西副使兼右参议，分守北江，三十五年考察调簡。

## 家族
曾祖葉員，曾任散官；祖父葉統，曾任主簿、封刑部主事；父葉應暘（葉應揚），字叔文，號對山，嘉靖乙卯貢士，贈江西參議。母錢氏。